# Taku (fiume)
Il Taku è un fiume del Nord America nord-occidentale. Nasce nella Columbia Britannica dalla confluenza di due fiumi, l'Inklin ed il Nakina quindi passa in Alaska a sud del Campo di ghiaccio Juneau e fluisce nel Taku Inlet, una insenatura orientale dello Stephens Passage, a circa 20 km a sud-est di Juneau. Lungo il fiume viveva una tribù di nativi chiamati Taku appartenenti al gruppo dei Tlingit.

## Geografia
Il fiume nasce nel Central Plateau della Columbia Britannica, a circa 50 km a sud-est del lago Atlin, dalla confluenza dei fiumi Nakina e Inklin e fluisce poi in direzione nord-est -> sud-ovest. Nella sua parte superiore il Taku scorre in un'ampia valle a circa 1.000 - 1.200 metri sul livello del mare. Fino ai 500 metri le pareti della valle sono ripide e poi degradano dolcemente fino al livello dell'altipiano. La valle del Taku inferiore è una continuazione nell'entroterra del Taku Inlet, ed ha le pareti laterali e quasi perpendicolare per circa 1000 metri. La lunghezza del fiume fino al Taku Inlet è di circa 87 km. (54 miglia).